# Cricket-Nationalmannschaft der Vereinigten Arabischen Emirate
Die Cricket-Nationalmannschaft der Vereinigten Arabischen Emirate (arabisch فريق الإمارات الوطني للكريكيت) vertritt die Vereinigten Arabischen Emirate auf internationaler Ebene in der Sportart Cricket. Das Team wird vom Verband Emirates Cricket Board (ECB) geleitet und ist seit 1990 assoziiertes Mitglied im International Cricket Council. Damit gehört es zur zweiten Reihe der Nationalmannschaften und verfügt seit 2019, wie alle ICC-Mitglieder, über vollen T20I-Status. Größte Erfolge bei Turnieren waren die Vorrunden beim Cricket World Cup (1996 und 2015), beim T20 World Cup (2014 und 2022) sowie dem Asia Cup (2004, 2008 und 2016).

## Geschichte

### Einführung und Verbreitung von Cricket
1892 übernahm das Vereinigte Königreich die Verwaltung der Scheichtümer am Persischen Golf, damals als „Vertragsoman“ bezeichnet. Soldaten der British Army brachten den Cricketsport mit und übten ihn auf informeller Basis aus. Die ersten offiziellen Spiele fanden während des Zweiten Weltkrieges statt, als Angehörige der Royal Air Force und anderer Teilstreitkräfte des Britischen Weltreiches (darunter First-Class- und Clubspieler aus Australien, Neuseeland und Südafrika) in Städten wie Adschman, al-Ain, Dubai und Schardscha stationiert waren und dort ihrer Lieblingsfreizeitbeschäftigung nachgingen. Die Pitches, die sie beim Luftwaffenstützpunkt Schardscha einrichteten, wurden nach Weltkriegsende von den Briten und anderem ausländischen Personal weiter verwendet.
Einwohner aus Schardscha begannen örtliche Derbys gegen Einwohner aus Dubai auszutragen, die in Dubai stattfanden. Die „Gartenstadt“ al-Ain verfügt über den ältesten Cricketverband der Vereinigten Arabischen Emirate. In den 1960er Jahren gründeten sich die ersten Cricketclubs. Die Beliebtheit des Sports nahm nach der Unabhängigkeit der Vereinigten Arabischen Emirate 1971 ab. Nachdem jedoch südasiatische Arbeitsmigranten in die Emirate gekommen waren, brachten sie ihre Leidenschaft für den Sport mit. Einheimische Araber, die ihre Ausbildung in Indien und Pakistan erhalten hatten, errichteten die dafür nötige Infrastruktur und ab den 1980er Jahren erfolgte die Austragung örtlicher Turniere.

### Erste Jahre der Nationalmannschaft

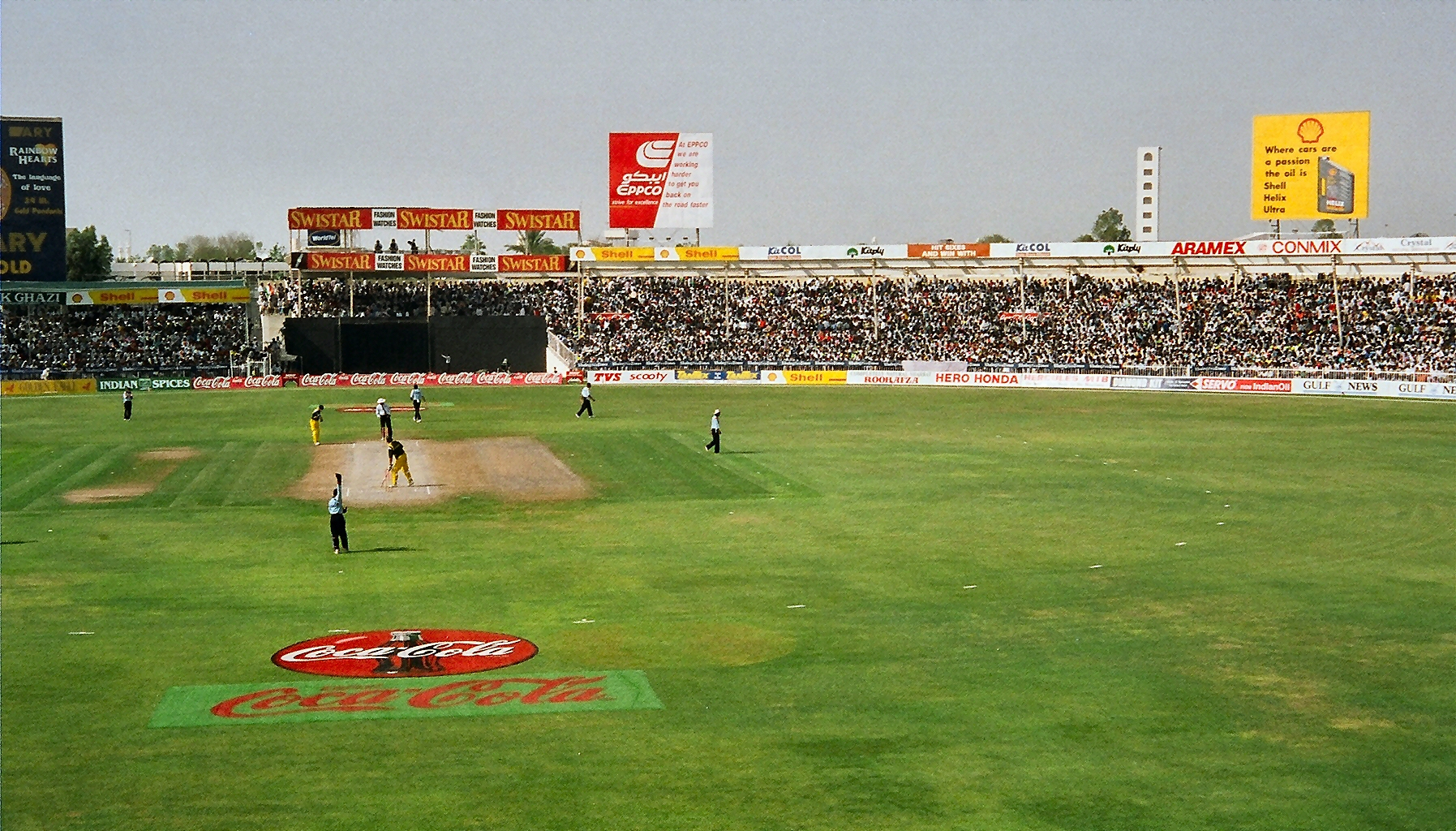
Das Sharjah Cricket Association Stadium war bereits Austragungsort von mehr als 200 ODIs und vier Test Matches

Die Nationalmannschaft bestritt 1976 in Schardscha ihr erstes Spiel gegen das First-Class-Team der Pakistan International Airlines. Die Besucher erzielten 345/5 in ihren 50 Over und der Gastgeber erreichte 88/4 in 28 Over, als das Spiel wegen Regens abgebrochen werden musste. 1980 gründeten sich örtliche Cricketverbände in Dubai und Schardscha und ein Jahr später erfolgte die Einweihung des Sharjah Cricket Association Stadium, das reiche Einwohner hatten errichten lassen. Internationale Spiele in den Emiraten fanden zumeist ohne Beteiligung einer einheimischen Nationalmannschaft statt, wie beispielsweise der Asia Cup 1984, der in jenem Stadion stattfand. Im Rahmen des Turnieres wurden die ersten ODIs in den Emiraten ausgetragen; Teilnehmer waren Indien, Pakistan und Sri Lanka. Vier Jahre später folgte dort die Austragung des Austral-Asia Cup zwischen Australien, Bangladesch, Indien, Neuseeland, Pakistan und Sri Lanka. 1995 waren die Emirate Gastgeber des Asia Cups zwischen Bangladesch, Indien, Pakistan und Sri Lanka, wieder ohne eigene Beteiligung. Insgesamt haben in dem Stadion bereits mehr als 200 ODIs und vier Test Matches stattgefunden. Aufgrund von Sicherheitsüberlegungen hatte der pakistanische Verband einige seiner Heimspiele in die Emirate verlegt. Aber auch Afghanistan musste aufgrund der angespannten Sicherheitslage mehrere seiner Heimspiele dorthin verlegen.
1984 erfolgte der Beitritt zur Asian Cricket Conference (ACC; heute Asian Cricket Council). Das Emirates Cricket Board (ECB) wurde 1989 gegründet und noch im selben Jahr angeschlossenes Mitglied des International Cricket Council (ICC), was Spiele gegen andere Nationalmannschaften ermöglichte. Bereits im darauf folgenden Jahr war der Verband ein assoziiertes Mitglied. Aufgrund der fehlenden Mitgliedschaft im Weltverband war die Teilnahme an den Qualifikationen für die Cricket World Cups der Jahre 1979, 1983, 1987 und 1992 nicht möglich. Dasselbe galt für die Asia Cups der Jahre 1984, 1986, 1988, 1990 und 1995. Im Jahr 1990 verlor die Mannschaft zweimal gegen die Niederlande. Die deutlichen Niederlagen zeigten auf, dass die Emirate im Vorfeld der ICC Trophy 1994 noch Aufbauarbeit verrichten mussten, wenn die Nationalmannschaft bei dem Turnier erfolgreich sein wollte, woraufhin das ECB einen umstrittenen Beschluss fällte.

### Auf dem Weg zum ersten World Cup
Zum Aufbau einer erfolgreichen Nationalmannschaft bei der ICC Trophy 1994 in Kenia bot das ECB mehreren First-Class-Spielern aus Indien, Pakistan und Sri Lanka an, eine Arbeit in den Emiraten aufzunehmen, um durch die Wohnsitzregel für die Nationalmannschaft spielen zu können. Mit dem Einheimischen Sultan Zarawani als Kapitän gewannen die Emirate das Turnier und qualifizierten sich für den Cricket World Cup 1996. Es war dies der erste Erfolg bei der ersten Turnierteilnahme. Sie besiegten den Gastgeber Kenia im Finale (mit zwei Wickets). Sowohl die kenianischen Spieler als auch der Verband zeigten sich enttäuscht von der Tatsache, dass sie gegen eine Mannschaft verloren hatten, die nach Ansicht vieler aus „Söldnern“ bestand. Das ICC schwieg zu diesem Disput, verschärfte aber die Regularien für Nationalmannschaften.
Bei dem in den Emiraten ausgetragenen Austral-Asia Cup 1994 bestritt der Gastgeber seine ersten ODIs gegen Indien und Pakistan, schied jedoch nach zwei Niederlagen in der Gruppenphase aus. Bei einem Drei-Nationen-Turnier gegen Kenia und die Niederlande im selben Jahr landeten die Emiratis auf dem letzten Platz und auch das Turnier 1995 gegen die zweiten Mannschaften der Vollmitglieder Indien, Pakistan und Sri Lanka endete mit demselben Ergebnis. Ein Jahr später beteiligte sich die Mannschaft am pakistanischen ODI-Turnier und gewann dort eines von vier Spielen. Beim Cricket World Cup 1996 in Indien, Pakistan und Sri Lanka nahm sie erstmals an diesem Turnier teil, bis auf das Spiel gegen die Niederlande verloren die Emirate jedoch alle Begegnungen: gegen Südafrika (mit 169 Runs), gegen England (mit acht Wickets), gegen Pakistan (mit neun Wickets) und gegen Neuseeland (mit 109 Runs). Die Begegnung mit den Niederlanden war das erste ODI zwischen zwei assoziierten Mitgliedern des ICC und der erste ODI-Sieg für die Emirate (mit sieben Wickets). Die erste ACC Trophy 1996 in Malaysia beendeten die Emirate nach der Finalniederlage gegen Bangladesch (mit 108 Runs) auf dem zweiten Platz, womit sie den Asia Cup 1997 verpassten. Aufgrund der strengeren Auflagen für Nationalmannschaften waren die Emirate nicht in der Lage, ihren Erfolg von 1994 zu wiederholen, bei der ICC Trophy 1997 in Malaysia belegten sie den zehnten Platz. Im Halbfinale der ACC Trophy 1998 in Nepal unterlagen sie Bangladesch mit sechs Wickets und verpassten so auch den Asia Cup 2000.

### Im neuen Millennium
Im weiteren Verlauf konnte sich das Team, nachdem Bangladesch Vollmitglied geworden war, als das beste assoziierte Team Asiens etablieren, obschon es nicht gegen die besten Mannschaften Europas und Nordamerikas mit demselben Status mithalten konnte. Die Emirate gewannen die ACC Trophies der Jahre 2000 und 2002, nachdem sie Hongkong (mit drei Wickets) bzw. Nepal (mit sechs Wickets) im jeweiligen Finale besiegt hatten und sich auf diese Weise für die darauf folgenden Asia Cups der Jahre 2004 und 2008 qualifizierten. Bei der ICC Trophy 2001 in Kanada erreichten die Emirate dagegen den fünften Platz und verpassten so den Cricket World Cup 2003. Bei den Hong Kong Cricket Sixes im selben Jahr gelang es ihnen, Australien zweimal zu besiegen.
2004 waren die Vereinigten Arabischen Emirate Gastgeber der Six Nations Challenge, die sie punktgleich mit vier anderen Mannschaften auf dem fünften Platz abschlossen. Im selben Jahr bestritten sie ihr erstes Spiel beim Intercontinental Cup gegen Nepal, wobei Ali Asad neun Wickets im ersten Innings nahm. Danach bezwangen die Emirate Malaysia, unterlagen jedoch im Halbfinale Kanada. Die Emirate entschieden die ACC Trophy in Malaysia für sich, nachdem sie im Finale Oman mit 94 Runs bezwungen hatten. Danach spielten sie wieder ODI-Cricket, unterlagen jedoch sowohl Indien (mit 116 Runs) als auch Sri Lanka (ebenfalls mit 116 Runs) in der Vorrunde des Asia Cups 2004. Bei den Hong Kong Cricket Sixes belegten sie den vierten Platz und ließen dabei sowohl Indien als auch Südafrika hinter sich.
Die Emirate erreichten beim Intercontinental Cup 2005 wieder das Halbfinale, obschon sie in der Vorrunde gegen Nepal verloren. Danach bestritten sie in Schardscha eine Serie gegen die zweite Mannschaft Englands, in der sie jedoch alle vier Spiele verloren. Im Anschluss darauf besiegten sie Hongkong im Finale des ersten ACC Fast Track Countries Tournaments 2004/05. Bei der ICC Trophy 2005 in Irland belegten die Emiratis den sechsten Platz und scheiterten damit knapp an der Qualifikation zum Cricket World Cup 2007. Anschließend gewannen die Emirate das zweite ACC Fast Track Countries Tournament 2005/06. Sie besiegten Hongkong im Finale der ACC Trophy 2006 in Malaysia mit fünf Wickets, den Intercontinental Cup begannen sie jedoch mit einer Innings-Niederlage gegen Namibia. Darauf folgten ein Remis gegen Schottland und eine Niederlage gegen Irland, wieder mit einem Innings, nachdem Eoin Morgan mit 209 Runs ohne den Verlust seines Wickets einen neuen irischen Rekord aufgestellt hatte. Beim ersten ACC T20 Cup 2007 erzielten die Emirate den vierten Platz, beim dritten und letzten ACC Fast Track Countries Tournament den zweiten Platz hinter Nepal.
Der Intercontinental Cup 2007–08 verlief enttäuschend, da die Emirate nur einen Sieg gegen Bermuda in sieben Spielen erzielen konnten, während sie im Spiel gegen Schottland ein Remis erreichten und Kanada unterlagen. Den ersten ACC Twenty20 Cup 2007 in Kuwait beendeten sie auf dem vierten Platz. Die ICC World Cricket League Division Two der World Cricket League 2007–09 in Windhoek verlief für die Mannschaft wesentlich besser, mit einem Finalsieg gegen Oman (mit 67 Runs).
Beim Asia Cup 2008 in Pakistan unterlagen die Emirate in der Vorrunde Bangladesch (mit 96 Runs) und Sri Lanka (mit 142 Runs). Bei der ACC Trophy Elite 2008 mussten die Emirate eine überraschende Niederlage gegen Saudi-Arabien hinnehmen; es war dies die erste Niederlage in der ACC Trophy für die Mannschaft seit 1998. Sie unterlag im Finale Hongkong mit drei Wickets, was die Serie von vier aufeinanderfolgenden Titeln beendete.
Die Emirate waren Gastgeber des ACC Twenty20 Cup 2009, bei der sie den zweiten Platz belegten, nachdem sie im Finale gegen Afghanistan mit 94 Runs verloren hatte; während des Turnieres gewann die Mannschaft alle vier Gruppenspiele und das Halbfinale gegen Oman. Beim ICC Cricket World Cup Qualifier 2009 in Südafrika erreichten die Emirate nur den siebenten Platz und versäumten damit den Cricket World Cup 2011. Danach besuchten sie Namibia, wo sie das Match im Rahmen des Intercontinental Cups und zwei weitere Eintagesspiele gewannen. Erst im Jahr 2010 bekam die Mannschaft die Möglichkeit, an der Qualifikation für die World Twenty20 teilzunehmen, nachdem sie zuvor nicht an der World Cricket League Division One 2007 für die World Twenty20 2007 und dem World Twenty20 Qualifier 2008 für die World Twenty20 2009 teilgenommen hatte. Jedoch belegte der Gastgeber nur den dritten Platz und verpasste so die Qualifikation für die ICC World Twenty20 2010. Anschließend empfingen die Emirate den Marylebone Cricket Club (MCC). Danach besuchte die Mannschaft Ugandas die Emirate. Während das Match während der Intercontinental Shield 2009–10 im Remis endete, gewann der Gastgeber das Eintagesspiel und beide T20Is. Danach erreichte das Team bei der ACC Trophy Elite 2010 in Kuwait den sechsten Platz und verpasste erstmals das Halbfinale bei diesem Turnier. Anschließend besuchten die Emirate Bermuda, wo sie gegen den Gastgeber beide Eintagesspiele im Rahmen des Intercontinental Shields und beide T20Is gewann. Der anschließende Besuch in Kenia verlief dagegen weniger erfolgreich, da sie alle vier Eintagesspiele gegen die Nationalmannschaft verloren. Das Finale der Intercontinental Shield wurde in Dubai ausgetragen und von Namibia gegen den Gastgeber gewonnen.

### Regelmäßige Teilnahme an Turnieren

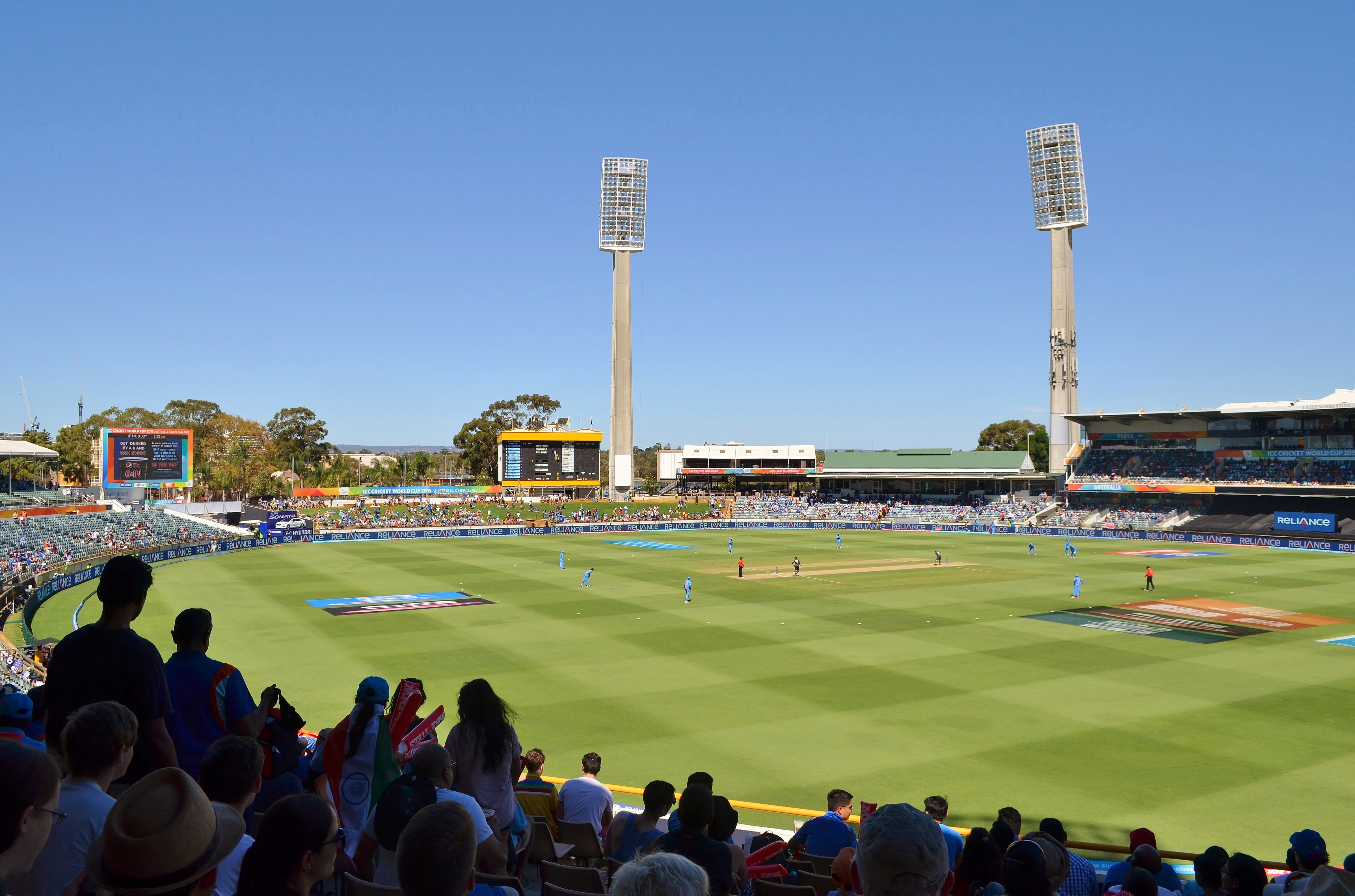
Die Vereinigten Arabischen Emirate gegen Indien beim Cricket World Cup 2015 in Perth, Australien

Im Oktober 2010 stellte der Verband Kabir Khan als neuen Nationaltrainer an. Khan hatte zuvor in seiner Amtszeit von einem Jahr als Trainer Afghanistans großen Erfolg gehabt und dessen Nationalmannschaft zum ODI-Status geführt. Er erklärte, dass es sein Ziel sei, die emiratische Mannschaft zur World Twenty20 2012 zu führen. Für die Asian Cups der Jahre 2010, 2012 und 2014 wurden die Emirate nicht eingeladen.
Im April 2011 waren die Emirate Gastgeber der Division Two der World Cricket League 2009–14, die sie ohne Niederlage für sich entschieden, nachdem sie im Finale Namibia bezwungen hatten. Im Juni/Juli 2011 trafen die Emiratis während des Intercontinental Cups 2011–2013 in Nairobi auf Kenia, wo sie das Intercontinental-Cup-Match gewannen und die Serie von zwei Eintagesspielen unentschieden endete. Danach empfingen sie Afghanistan; während das Intercontinental-Cup-Match im Remis endete, gewann der Gastgeber beide Eintagesspiele. Im Dezember 2011 nahmen die Emirate am ACC Twenty20 Cup 2011 in Nepal teil, das als asiatische Regionalqualifikation für das Qualifikationsturnier zur World Twenty20 2012 diente. Da die Nationalmannschaft bereits in der asiatischen Qualifikation ausschied, verpasste sie das Hauptturnier. Bei der ACC Trophy Elite 2012 teilte sie sich den Titel mit Nepal, nachdem das Finale im Remis geendet hatte.
Beim ACC Twenty20 Cup 2013 erreichten die Emirate mit einem Sieg im Platzierungsspiel gegen Hongkong den dritten Platz. Im November desselben Jahres waren sie Gastgeber der World Twenty20 Qualifier 2013, die sie nach einer Niederlage im Platzierungsspiel gegen Nepal auf dem vierten Platz abschlossen. Mit dem Sieg gegen die Niederlande mit zehn Runs im Viertelfinale hatten sie sich jedoch bereits für die World Twenty20 2014 qualifiziert. Das Jahr 2014 begann die emiratische Mannschaft in Neuseeland mit dem Cricket World Cup Qualifier 2014, der letzten Phase der World Cricket League 2009–14. In der Qualifikation drang sie bis ins Finale vor, unterlag gegen Schottland mit 41 Runs und qualifizierte sich für den Cricket World Cup 2015 in Australien und Neuseeland. Damit nahmen die Emirate nach fast 20 Jahren wieder an einer Weltmeisterschaft teil. Da sie das Turnier unter den besten vier Mannschaften abschlossen, sicherten sie sich auch für die darauf folgenden vier Jahre den ODI-Status.
Die World Twenty20 2014 verlief enttäuschend, nachdem die emiratische Nationalmannschaft alle Spiele gegen die Niederlande (mit sechs Wickets), Irland (mit 21 Runs) und Simbabwe (mit fünf Wickets) verloren hatte und bereits in der Vorrunde ausschied. Bei der ACC Premier League 2014 erreichten sie den zweiten Platz und sicherten sich damit die Qualifikation für die ACC Championship 2014. Da sich Afghanistan und die Emirate jedoch auf den Cricket World Cup vorbereiteten, wurde die ACC Championship 2014 abgesagt. Im Gegensatz zu den meisten anderen an der Weltmeisterschaft teilnehmenden Mannschaften bestand das emiratische Team überwiegend aus semiprofessionellen Spielern. Im Gruppenspiel gegen Simbabwe in Nelson erzielte sie mit 285/7 ihr höchstes ODI-Ergebnis bei einem Turnier, dennoch unterlag sie mit vier Wickets. Gegen Irland erzielte Shaiman Anwar mit 106 Runs das erste Century bei diesem Turnier für die Emiratis und die Mannschaft erzielte ein Gesamtergebnis von 278/9. Nachdem Irland die Vorgabe im letzten Over erreicht hatte, verloren die Emirate dennoch mit zwei Wickets. Nachdem sie jedoch auch gegen Indien (mit neun Wickets), Pakistan (mit 129 Runs), Südafrika (mit 146 Runs) und die West Indies (mit sechs Wickets) verloren hatte, schied sie bereits in der Gruppenphase aus dem Turnier aus. Trostpreis war im letztgenannten Spiel die mit 109 Runs höchste Partnerschaft zwischen Amjad Javed und Nasir Aziz gegen eine Testnation.
Den World Twenty20 Qualifier 2015 in Irland und Schottland beendeten die Emirate lediglich auf dem 13. Platz und verpassten so die World Twenty20 2016. Am 21. Juli 2016 schloss das Emirates Cricket Board erstmals zentrale Verträge mit acht Cricketspielern, die dadurch die ersten professionellen Cricketspieler des Landes wurden. Beim Intercontinental Cup 2015–2017 gelangen lediglich gegen Papua-Neuguinea (mit neun Wickets) und Namibia (mit 34 Runs) Siege, während das vom Regen beeinflusste Spiel gegen Schottland im Remis endete und die anderen vier Spiele verloren gingen. Einzige Lichtblicke waren die First-Class-Centuries von Muhammad Usman und Saqlain Haider (beide gegen Papua-Neuguinea), von Adnan Mufti gegen Namibia sowie die höchste Opening-Partnerschaft für die Emirate zwischen Rohan Mustafa und Chirag Suri bei diesem Turnier gegen Afghanistan (mit 146 Runs). Nachdem die Emirate beim Asia Cup 2016 Qualifier in Bangladesch alle drei Spiele gegen Afghanistan, Hongkong und Oman gewonnen hatten, qualifizierten sie sich für das Hauptturnier. Beim Asia Cup 2016 in Bangladesch verloren sie jedoch alle Vorrundenspiele gegen Sri Lanka (mit 14 Runs), Bangladesch (mit 51 Runs), Pakistan (mit sieben Wickets) und Indien (mit neun Wickets).
Den Cricket World Cup Qualifier 2018 in Simbabwe beendeten die Emirate auf dem sechsten Platz und verpassten dadurch die Qualifikation für den Cricket World Cup 2019. Trostpreis war ihr erster ODI-Sieg gegen ein Vollmitglied des ICC (gegen Simbabwe mit drei Runs). Außerdem wurde der ODI-Status der Nationalmannschaft bis 2023 verlängert. Mit der Finalniederlage beim Asia Cup Qualifier 2018 in Malaysia gegen Hongkong mit zwei Wickets verpasste die Mannschaft den Asia Cup 2018. Aufgrund der politischen Spannungen zwischen Indien und Pakistan wurde das Hauptturnier von Indien in die Vereinigten Arabischen Emirate verlegt, während der indische Verband formeller Ausrichter blieb.
2019 besuchte das Team Simbabwe für seine erste bilaterale Serie gegen ein Vollmitglied des ICC, verlor jedoch die ODI-Serie von vier Spielen mit 0–4. Im selben Jahr gewannen die Emirate die Serie von vier T20I-Matches in den Niederlanden mit 4–0. Mit ihrem ODI-Status erreichten die Emirate auch die Cricket World Cup League 2 2019–2023 für den Cricket World Cup 2023. Dort erzielten die Emiratis den sechsten Platz, womit sie das Cricket World Cup Qualifier Play-off 2023 erreichten, das sie mit den punktgleichen Vereinigten Staaten aufgrund der schwächeren Net Run Rate auf dem zweiten Platz abschlossen. Damit erreichten sie den Cricket World Cup Qualifier 2023 für den Cricket World Cup 2023 und sicherten sich gleichzeitig einen Platz in der Cricket World Cup League 2 2023–2027 für den Cricket World Cup 2027. Beim Cricket World Cup Qualifier 2023 in Simbabwe erreichten die Emiratis den neunten Platz, womit sie das Hauptturnier in Indien verpassten.
Als Gastgeber waren die Emirate für den T20 World Cup Qualifier 2019 qualifiziert, verpassten aber mit dem siebten Platz den T20 World Cup 2021 knapp. 2021 empfingen die Emirate Irland für vier ODIs. Sie gewannen das erste ODI mit sechs Wickets und erzielten so ihren ersten Sieg gegen Irland in diesem Format. Das zweite und dritte ODI mussten jedoch aufgrund mehrerer COVID-19-Fälle abgesagt werden. Irland gewann schließlich das vierte ODI und egalisierte die Serie mit 1–1. Im Oktober desselben Jahren empfingen die Emirate Irland für drei T20Is. Nach der Niederlage im ersten Spiel gewannen sie die beiden anderen Spiele und entschieden die Serie mit 2–1 für sich. Der T20 World Cup 2021 wurde aufgrund der anhaltenden COVID-19-Pandemie an die Vereinigten Arabischen Emirate und Oman vergeben, womit beide Länder erstmals Spiele bei einem internationalen Turnier austrugen; formeller Gastgeber blieb jedoch Indien. Im Gegensatz zu Oman hatten sich die Emirate jedoch nicht für dieses Turnier qualifiziert.
Beim T20 World Cup Global Qualifier Group A 2022 im Oman gewannen die Emirate das Finale gegen Irland und qualifizierten sich damit für den T20 World Cup 2022 in Australien. Im Februar 2020 nahmen die Emirate an der ACC Western Region T20 teil, die Teil der Qualifikation zum Asia Cup 2022 war. Dort gewannen sie alle Gruppenspiele gegen Iran, Kuwait und Saudi-Arabien, danach ließen sie im Halbfinale Katar hinter sich und gewannen das Finale gegen Kuwait. Im zweiten Teil der Qualifikation, dem Asia Cup Qualifier 2022 im August 2022, unterlagen die Emiratis Kuwait und Hongkong, während Singapur bezwungen werden konnte, womit sie das Hauptturnier verpassten. Aufgrund der sri-lankischen Wirtschaftskrise musste der Asia Cup 2022 in die Vereinigten Arabischen Emirate verlegt werden, während der sri-Lankische Verband formeller Ausrichter des Turnieres blieb. In der Vorrunde des T20 World Cup 2022 unterlagen die Emiratis den Niederlanden und Sri Lanka, während sie Namibia bezwingen konnten, womit sie aus dem Turnier ausschieden; letztgenanntes war ihr erster Sieg bei diesem Turnier.
Im August 2023 empfingen die Emirate Neuseeland für drei T20Is. Im zweiten T20I gelang den Gastgebern ein Überraschungssieg mit sieben Wickets. Dies war ihr erster internationaler Sieg gegen Neuseeland und die erste Niederlage der Gäste gegen eine assoziierte Mannschaft bisher. Bei der Asien-Qualifikation unterlagen die Vereinigten Arabischen Emirate im Halbfinale Nepal und verpassten damit den T20 World Cup 2024.

## Organisation
Das Emirates Cricket Board (ECB) wurde 1989 gegründet und ist verantwortlich für die Organisation des Cricket in den Emiraten. Seit 1990 vertritt es die Vereinigten Arabischen Emirate beim International Cricket Council (ICC) als assoziiertes Mitglied. 1984 wurde die ECB außerdem Mitglied der Asian Cricket Conference (ACC; heute Asian Cricket Council).
Das ECB stellt die die Vereinigten Arabischen Emirate vertretenden Cricket-Nationalmannschaften, einschließlich der für die Männer, Frauen und Jugend, zusammen. Er ist außerdem für die Durchführung von ODI- und T20I-Serien gegen andere Nationalmannschaften sowie die Organisation von Heimspielen und -turnieren verantwortlich. Neben der Aufstellung des Teams kümmert er sich auch um den Kartenverkauf, die Gewinnung von Sponsoren und die Vermarktung der Medienrechte.
Kinder und Jugendliche werden bereits in der Schule an den Cricketsport herangeführt und je nach Interesse und Talent beginnt dann die Ausbildung. Wie andere Cricketnationen verfügen die Vereinigten Arabischen Emirate über eine U-19-Nationalmannschaft, die an der entsprechenden Weltmeisterschaft teilnimmt.

## Trikots und Logo
Im ODI- und T20I-Cricket tragen emiratische Spieler schwarze Trikots mit roten Farbakzenten sowie schwarzen Ärmeln und einem roten Halskragen sowie schwarzen Hosen. Feldspieler tragen eine schwarze Baseball-Kappe oder einen schwarzen Sonnenhut. Die Helme der Batter sind ebenfalls schwarz gehalten. Bei offiziellen ICC-Turnieren erscheint das Logo des Sponsors auf dem rechten Ärmel und die Aufschrift UAE auf der Vorderseite des Trikots.
Das Logo des Emirates Cricket Board zeigt einen Falken der Quraisch mit dem Schriftzug UAE Cricket Board darunter.

## Heimstadien
Die Vereinigten Arabischen Emirate verfügen über kein offizielles Heimstadion für ihre Nationalmannschaft, sondern bestreiten ihre Heimspiele in verschiedenen Stadien des Landes. Die Mannschaft verwendete bisher auf heimischen Boden fünf Stadien. Vier der fünf emiratischen Stadien verfügen über einen Test-Cricket-Status, womit die Emirate neben Oman das einzige Land sind, das zwar über Stadien in dieser Kategorie verfügt, selbst aber keine Test Matches spielt.
| Nr. | Stadion                             | Stadt      | Erstaustragung   |
| --- | ----------------------------------- | ---------- | ---------------- |
| 1   | Sharjah Cricket Association Stadium | Schardscha | 6. April 1984    |
| 2   | ICC Academy Ground                  | Dubai      | 13. März 1995    |
| 3   | Sheikh Zayed Cricket Stadium        | Abu Dhabi  | 18. April 2006   |
| 4   | Dubai International Cricket Stadium | Dubai      | 22. April 2009   |
| 5   | Tolerance Oval                      | Abu Dhabi  | 22. Oktober 2018 |

## Spieler

### Spielerstatistiken
Insgesamt haben für die Vereinigten Arabischen Emirate 110 Spieler ODIs und 81 Spieler T20Is gespielt. Im Folgenden sind die Spieler aufgeführt, die für die emiratische Mannschaft die meisten Runs und Wickets erzielt haben.

#### Runs
| ODI                 | ODI                 | ODI                 | ODI                 | T20I                | T20I                | T20I                | T20I                |
| Spieler             | Zeitraum            | ODIs                | Runs                | Spieler             | Zeitraum            | T20Is               | Runs                |
| ------------------- | ------------------- | ------------------- | ------------------- | ------------------- | ------------------- | ------------------- | ------------------- |
| Vriitya Aravind     | 2019–heute          | 57                  | 1.7703              | Muhammad Waseem     | 2021–heute          | 53                  | 1.977               |
| Rohan Mustafa       | 2014–heute          | 81                  | 1.504               | Vriitya Aravind     | 2020–heute          | 48                  | 1.052               |
| Muhammad Waseem     | 2022–heute          | 48                  | 1.289               | Rohan Mustafa       | 2014–2023           | 58                  | 1.006               |
| Shaiman Anwar       | 2014–2019           | 40                  | 1.219               | Shaiman Anwar       | 2014–2019           | 32                  | 0971                |
| Asif Khan           | 2022–heute          | 32                  | 1.076               | Muhammad Usman      | 2016–2022           | 47                  | 0891                |
| Stand: 7. Juli 2024 | Stand: 7. Juli 2024 | Stand: 7. Juli 2024 | Stand: 7. Juli 2024 | Stand: 7. Juli 2024 | Stand: 7. Juli 2024 | Stand: 7. Juli 2024 | Stand: 7. Juli 2024 |

#### Wickets
| ODI                 | ODI                 | ODI                 | ODI                 | T20I                | T20I                | T20I                | T20I                |
| Spieler             | Zeitraum            | ODIs                | Wickets             | Spieler             | Zeitraum            | T20Is               | Wickets             |
| ------------------- | ------------------- | ------------------- | ------------------- | ------------------- | ------------------- | ------------------- | ------------------- |
| Zahoor Khan         | 2017–heute          | 62                  | 93                  | Zahoor Khan         | 2017–heute          | 57                  | 72                  |
| Rohan Mustafa       | 2014–heute          | 81                  | 85                  | Junaid Siddique     | 2019–heute          | 55                  | 72                  |
| Junaid Siddique     | 2019–heute          | 46                  | 64                  | Rohan Mustafa       | 2014–heute          | 58                  | 61                  |
| Ahmed Raza          | 2014–2022           | 53                  | 64                  | Mohammad Naveed     | 2015–2019           | 31                  | 37                  |
| Mohammad Naveed     | 2014–2019           | 39                  | 53                  | Ahmed Raza          | 2014–2022           | 55                  | 37                  |
| Stand: 7. Juli 2024 | Stand: 7. Juli 2024 | Stand: 7. Juli 2024 | Stand: 7. Juli 2024 | Stand: 7. Juli 2024 | Stand: 7. Juli 2024 | Stand: 7. Juli 2024 | Stand: 7. Juli 2024 |

### Mannschaftskapitäne
Bisher haben insgesamt elf Spieler als Kapitän für die Vereinigten Arabischen Emirate bei einem ODI fungiert und neun für ein T20I.
| ODI | ODI                   | ODI        | T20I                  | T20I       |
| Nr. | Name                  | Zeitraum   | Name                  | Zeitraum   |
| --- | --------------------- | ---------- | --------------------- | ---------- |
| 1   | Sultan Zarawani       | 1994–1996  | Khurram Khan          | 2014       |
| 2   | Khurram Khan          | 2004–2014  | Mohammad Tauqir       | 2015       |
| 3   | Saqib Ali             | 2008       | Ahmed Raza            | 2015–2022  |
| 4   | Ahmed Raza            | 2014–2022  | Amjad Javed           | 2016–2017  |
| 5   | Mohammad Tauqir       | 2015       | Rohan Mustafa         | 2016–2018  |
| 6   | Amjad Javed           | 2016       | Mohammad Naveed       | 2019       |
| 7   | Rohan Mustafa         | 2017–2018  | Rameez Shahzad        | 2019       |
| 8   | Mohammad Naveed       | 2019       | Chundangapoyil Rizwan | 2022–2023  |
| 9   | Chundangapoyil Rizwan | 2022–2023  | Muhammad Waseem       | 2023–heute |
| 10  | Muhammad Waseem       | 2023–heute |                       |            |
| 11  | Vriitya Aravind       | 2023       |                       |            |

## Bilanz
Die Mannschaft hat die folgenden Bilanzen gegen die Vollmitglieder des ICC im ODI- und T20I-Cricket (Stand: 7. Juli 2024).
| Gegner      | ODIs | ODIs | ODIs | ODIs | ODIs | T20Is | T20Is | T20Is | T20Is | T20Is |
| Gegner      | Sp.  | S    | U    | N    | NR   | Sp.   | S     | U     | N     | NR    |
| ----------- | ---- | ---- | ---- | ---- | ---- | ----- | ----- | ----- | ----- | ----- |
| Afghanistan | 6    | 3    | 0    | 3    | 0    | 12    | 3     | 0     | 9     | 0     |
| Australien  | 0    | 0    | 0    | 0    | 0    | 1     | 0     | 0     | 1     | 0     |
| Bangladesch | 1    | 0    | 0    | 1    | 0    | 3     | 0     | 0     | 3     | 0     |
| England     | 1    | 0    | 0    | 1    | 0    | 0     | 0     | 0     | 0     | 0     |
| Indien      | 3    | 0    | 0    | 3    | 0    | 1     | 0     | 0     | 1     | 0     |
| Irland      | 9    | 1    | 0    | 8    | 0    | 11    | 7     | 0     | 4     | 0     |
| Neuseeland  | 1    | 0    | 0    | 1    | 0    | 3     | 1     | 0     | 2     | 0     |
| Pakistan    | 3    | 0    | 0    | 3    | 0    | 1     | 0     | 0     | 1     | 0     |
| Simbabwe    | 6    | 1    | 0    | 5    | 0    | 1     | 0     | 0     | 1     | 0     |
| Sri Lanka   | 3    | 0    | 0    | 3    | 0    | 2     | 0     | 0     | 2     | 0     |
| Südafrika   | 2    | 0    | 0    | 2    | 0    | 0     | 0     | 0     | 0     | 0     |
| West Indies | 5    | 0    | 0    | 5    | 0    | 0     | 0     | 0     | 0     | 0     |

## Internationale Turniere

### Cricket World Cup
- 1975–1987: nicht teilnahmeberechtigt (kein ICC-Mitglied)
- 1992: keine Teilnahme an der Qualifikation
- 1996: Vorrunde (Qualifikation)
- 1999: nicht qualifiziert (Qualifikation)
- 2003: nicht qualifiziert (Qualifikation)
- 2007: nicht qualifiziert (Qualifikation)
- 2011: nicht qualifiziert (Qualifikation)
- 2015: Vorrunde (Qualifikation)
- 2019: nicht qualifiziert (Qualifikation)
- 2023: nicht qualifiziert (Qualifikation)
- 2027: laufende Qualifikation

### Champions Trophy
- 1998: nicht qualifiziert
- 2000: nicht qualifiziert
- 2002: nicht qualifiziert
- 2004: nicht qualifiziert
- 2006: nicht qualifiziert
- 2009: nicht qualifiziert
- 2013: nicht qualifiziert
- 2017: nicht qualifiziert
- 2025: nicht qualifiziert

### T20 World Cup
- 2007: nicht qualifiziert
- 2009: nicht qualifiziert
- 2010: nicht qualifiziert (Qualifikation)
- 2012: nicht qualifiziert (Qualifikation)
- 2014: Vorrunde (Qualifikation)
- 2016: nicht qualifiziert (Qualifikation)
- 2021: nicht qualifiziert (Qualifikation)
- 2022: Vorrunde (Qualifikation)
- 2024: nicht qualifiziert (Qualifikation)

### ICC Intercontinental Cup
- 2004: Halbfinale
- 2005: Halbfinale
- 2006: Vorrunde
- 2007–08: Vorrunde
- 2009–10 Shield: Finale
- 2011–13: Vorrunde
- 2015–17: Vorrunde

### Asia Cup
- 1984–1988: nicht teilnahmeberechtigt
- 1990/91: nicht teilgenommen
- 1995: nicht teilgenommen
- 1997: nicht qualifiziert
- 2000: nicht qualifiziert
- 2004: Vorrunde
- 2008: Vorrunde
- 2010: nicht qualifiziert
- 2012: nicht qualifiziert
- 2014: nicht qualifiziert
- 2016: Vorrunde (Qualifikation)
- 2018: nicht qualifiziert (Qualifikation)
- 2022: nicht qualifiziert (Qualifikation)
- 2023: nicht qualifiziert (Qualifikation)
- 2025: qualifiziert (Qualifikation)